# Hristo Marinov
Hristo Diyanov Marinov est un lutteur bulgare, né le 14 mars 1987.

## Palmarès
Dans la catégorie poids coq (moins de 84 kg), en Gréco-romaine: 

### Jeux olympiques
- Participation aux Jeux de Londres en 2012

### Championnats du monde de lutte
- Médaille d'or en 2010, à Moscou.

### Championnats d'Europe
- Médaille d'or en 2012, à Belgrade.
- Médaille de bronze en 2011, à Dortmund.